# ウィーン美術アカデミーの画家一覧
ウィーン美術アカデミーの画家一覧は、ウィーンの美術学校、アカデミー、ウィーン美術アカデミーに関連する画家の一覧である。美術学校で 教えたり、学んだりした人物や、会員に選ばれた画家を示す。

## 人物一覧
| 名前                                               | 生没年    | 出身の国       | 備考・出典      | 作品例 |
| -------------------------------------------------- | --------- | -------------- | --------------- | --- |
| マルティン・ファン・マイテンス                     | 1695-1770 | オランダ       | 校長(1759- )    | マイテンス フューガー F.プフォル オーファーベック ヴァルトミュラー フューリッヒ ガイガー C.ルーベン ツィンマーマン イヴァノヴィッチ カール・v・ブラース トレンクヴァルト L.C.ミューラー ヤン・マテイコ マカルト シンドラー プレディッチ ヒレミ＝ヒルシュル グリュックリッヒ A.ロラー シュミュッツラー コロマン・モーザー R・キルヒナー R・ゲルストル シュヴァルツ＝ヴァルデック エゴン・シーレ |
| パウル・トロガー                                   | 1698-1762 | オーストリア   | 校長(1754- )    | マイテンス フューガー F.プフォル オーファーベック ヴァルトミュラー フューリッヒ ガイガー C.ルーベン ツィンマーマン イヴァノヴィッチ カール・v・ブラース トレンクヴァルト L.C.ミューラー ヤン・マテイコ マカルト シンドラー プレディッチ ヒレミ＝ヒルシュル グリュックリッヒ A.ロラー シュミュッツラー コロマン・モーザー R・キルヒナー R・ゲルストル シュヴァルツ＝ヴァルデック エゴン・シーレ |
| アントン・フォン・マロン                           | 1733-1808 | オーストリア   | 学生(1741- )    | マイテンス フューガー F.プフォル オーファーベック ヴァルトミュラー フューリッヒ ガイガー C.ルーベン ツィンマーマン イヴァノヴィッチ カール・v・ブラース トレンクヴァルト L.C.ミューラー ヤン・マテイコ マカルト シンドラー プレディッチ ヒレミ＝ヒルシュル グリュックリッヒ A.ロラー シュミュッツラー コロマン・モーザー R・キルヒナー R・ゲルストル シュヴァルツ＝ヴァルデック エゴン・シーレ |
| フーベルト・マウラー                               | 1738-1818 | オーストリア   | 教授(1785- )    | マイテンス フューガー F.プフォル オーファーベック ヴァルトミュラー フューリッヒ ガイガー C.ルーベン ツィンマーマン イヴァノヴィッチ カール・v・ブラース トレンクヴァルト L.C.ミューラー ヤン・マテイコ マカルト シンドラー プレディッチ ヒレミ＝ヒルシュル グリュックリッヒ A.ロラー シュミュッツラー コロマン・モーザー R・キルヒナー R・ゲルストル シュヴァルツ＝ヴァルデック エゴン・シーレ |
| アントン・ヒッケル                                 | 1745-1798 | （チェコ）     | 学生            | マイテンス フューガー F.プフォル オーファーベック ヴァルトミュラー フューリッヒ ガイガー C.ルーベン ツィンマーマン イヴァノヴィッチ カール・v・ブラース トレンクヴァルト L.C.ミューラー ヤン・マテイコ マカルト シンドラー プレディッチ ヒレミ＝ヒルシュル グリュックリッヒ A.ロラー シュミュッツラー コロマン・モーザー R・キルヒナー R・ゲルストル シュヴァルツ＝ヴァルデック エゴン・シーレ |
| ハインリヒ・フリードリヒ・フューガー               | 1751-1818 | ドイツ         | 校長(1795- )    | マイテンス フューガー F.プフォル オーファーベック ヴァルトミュラー フューリッヒ ガイガー C.ルーベン ツィンマーマン イヴァノヴィッチ カール・v・ブラース トレンクヴァルト L.C.ミューラー ヤン・マテイコ マカルト シンドラー プレディッチ ヒレミ＝ヒルシュル グリュックリッヒ A.ロラー シュミュッツラー コロマン・モーザー R・キルヒナー R・ゲルストル シュヴァルツ＝ヴァルデック エゴン・シーレ |
| バーバラ・クラフト                                 | 1764-1825 | オーストリア   | 会員(1736- )    | マイテンス フューガー F.プフォル オーファーベック ヴァルトミュラー フューリッヒ ガイガー C.ルーベン ツィンマーマン イヴァノヴィッチ カール・v・ブラース トレンクヴァルト L.C.ミューラー ヤン・マテイコ マカルト シンドラー プレディッチ ヒレミ＝ヒルシュル グリュックリッヒ A.ロラー シュミュッツラー コロマン・モーザー R・キルヒナー R・ゲルストル シュヴァルツ＝ヴァルデック エゴン・シーレ |
| ヨハン・フリードリヒ・マテイ                       | 1777-1845 | ドイツ         | 学生(1790s)     | マイテンス フューガー F.プフォル オーファーベック ヴァルトミュラー フューリッヒ ガイガー C.ルーベン ツィンマーマン イヴァノヴィッチ カール・v・ブラース トレンクヴァルト L.C.ミューラー ヤン・マテイコ マカルト シンドラー プレディッチ ヒレミ＝ヒルシュル グリュックリッヒ A.ロラー シュミュッツラー コロマン・モーザー R・キルヒナー R・ゲルストル シュヴァルツ＝ヴァルデック エゴン・シーレ |
| カール・ルス                                       | 1779-1843 | オーストリア   | 学生            | マイテンス フューガー F.プフォル オーファーベック ヴァルトミュラー フューリッヒ ガイガー C.ルーベン ツィンマーマン イヴァノヴィッチ カール・v・ブラース トレンクヴァルト L.C.ミューラー ヤン・マテイコ マカルト シンドラー プレディッチ ヒレミ＝ヒルシュル グリュックリッヒ A.ロラー シュミュッツラー コロマン・モーザー R・キルヒナー R・ゲルストル シュヴァルツ＝ヴァルデック エゴン・シーレ |
| フェルディナント・ヤーゲマン                       | 1780-1820 | ドイツ         | 学生(c.1800- )  | マイテンス フューガー F.プフォル オーファーベック ヴァルトミュラー フューリッヒ ガイガー C.ルーベン ツィンマーマン イヴァノヴィッチ カール・v・ブラース トレンクヴァルト L.C.ミューラー ヤン・マテイコ マカルト シンドラー プレディッチ ヒレミ＝ヒルシュル グリュックリッヒ A.ロラー シュミュッツラー コロマン・モーザー R・キルヒナー R・ゲルストル シュヴァルツ＝ヴァルデック エゴン・シーレ |
| ヨハン・ペーター・クラフト                         | 1780-1856 | ドイツ         | 学生(1799- )    | マイテンス フューガー F.プフォル オーファーベック ヴァルトミュラー フューリッヒ ガイガー C.ルーベン ツィンマーマン イヴァノヴィッチ カール・v・ブラース トレンクヴァルト L.C.ミューラー ヤン・マテイコ マカルト シンドラー プレディッチ ヒレミ＝ヒルシュル グリュックリッヒ A.ロラー シュミュッツラー コロマン・モーザー R・キルヒナー R・ゲルストル シュヴァルツ＝ヴァルデック エゴン・シーレ |
| ヨーゼフ・カール・シュティーラー                   | 1781-1858 | ドイツ         | 学生(1802- )    | マイテンス フューガー F.プフォル オーファーベック ヴァルトミュラー フューリッヒ ガイガー C.ルーベン ツィンマーマン イヴァノヴィッチ カール・v・ブラース トレンクヴァルト L.C.ミューラー ヤン・マテイコ マカルト シンドラー プレディッチ ヒレミ＝ヒルシュル グリュックリッヒ A.ロラー シュミュッツラー コロマン・モーザー R・キルヒナー R・ゲルストル シュヴァルツ＝ヴァルデック エゴン・シーレ |
| フランツ・プフォル                                 | 1788-1812 | ドイツ         | 学生(1805- )    | マイテンス フューガー F.プフォル オーファーベック ヴァルトミュラー フューリッヒ ガイガー C.ルーベン ツィンマーマン イヴァノヴィッチ カール・v・ブラース トレンクヴァルト L.C.ミューラー ヤン・マテイコ マカルト シンドラー プレディッチ ヒレミ＝ヒルシュル グリュックリッヒ A.ロラー シュミュッツラー コロマン・モーザー R・キルヒナー R・ゲルストル シュヴァルツ＝ヴァルデック エゴン・シーレ |
| ハインリヒ・ラインホルト                           | 1788-1825 | ドイツ         | 学生(1806- )    | マイテンス フューガー F.プフォル オーファーベック ヴァルトミュラー フューリッヒ ガイガー C.ルーベン ツィンマーマン イヴァノヴィッチ カール・v・ブラース トレンクヴァルト L.C.ミューラー ヤン・マテイコ マカルト シンドラー プレディッチ ヒレミ＝ヒルシュル グリュックリッヒ A.ロラー シュミュッツラー コロマン・モーザー R・キルヒナー R・ゲルストル シュヴァルツ＝ヴァルデック エゴン・シーレ |
| ルートヴィヒ・フェルディナンド・シュノル           | 1788-1853 | ドイツ         |                 | マイテンス フューガー F.プフォル オーファーベック ヴァルトミュラー フューリッヒ ガイガー C.ルーベン ツィンマーマン イヴァノヴィッチ カール・v・ブラース トレンクヴァルト L.C.ミューラー ヤン・マテイコ マカルト シンドラー プレディッチ ヒレミ＝ヒルシュル グリュックリッヒ A.ロラー シュミュッツラー コロマン・モーザー R・キルヒナー R・ゲルストル シュヴァルツ＝ヴァルデック エゴン・シーレ |
| ヨハン・フリードリヒ・オーファーベック             | 1789-1869 | ドイツ         | 学生(1806- )    | マイテンス フューガー F.プフォル オーファーベック ヴァルトミュラー フューリッヒ ガイガー C.ルーベン ツィンマーマン イヴァノヴィッチ カール・v・ブラース トレンクヴァルト L.C.ミューラー ヤン・マテイコ マカルト シンドラー プレディッチ ヒレミ＝ヒルシュル グリュックリッヒ A.ロラー シュミュッツラー コロマン・モーザー R・キルヒナー R・ゲルストル シュヴァルツ＝ヴァルデック エゴン・シーレ |
| モリッツ・ミヒャエル・ダフィンガー                 | 1790-1849 | オーストリア   | 学生(c.1800- )  | マイテンス フューガー F.プフォル オーファーベック ヴァルトミュラー フューリッヒ ガイガー C.ルーベン ツィンマーマン イヴァノヴィッチ カール・v・ブラース トレンクヴァルト L.C.ミューラー ヤン・マテイコ マカルト シンドラー プレディッチ ヒレミ＝ヒルシュル グリュックリッヒ A.ロラー シュミュッツラー コロマン・モーザー R・キルヒナー R・ゲルストル シュヴァルツ＝ヴァルデック エゴン・シーレ |
| フリードリヒ・フォン・オリヴィエ                   | 1791-1859 | オーストリア   | 学生(c.1811- )  | マイテンス フューガー F.プフォル オーファーベック ヴァルトミュラー フューリッヒ ガイガー C.ルーベン ツィンマーマン イヴァノヴィッチ カール・v・ブラース トレンクヴァルト L.C.ミューラー ヤン・マテイコ マカルト シンドラー プレディッチ ヒレミ＝ヒルシュル グリュックリッヒ A.ロラー シュミュッツラー コロマン・モーザー R・キルヒナー R・ゲルストル シュヴァルツ＝ヴァルデック エゴン・シーレ |
| マルコー・カーロイ                                 | 1791-1860 | ハンガリー     | 学生(c.1820- )  | マイテンス フューガー F.プフォル オーファーベック ヴァルトミュラー フューリッヒ ガイガー C.ルーベン ツィンマーマン イヴァノヴィッチ カール・v・ブラース トレンクヴァルト L.C.ミューラー ヤン・マテイコ マカルト シンドラー プレディッチ ヒレミ＝ヒルシュル グリュックリッヒ A.ロラー シュミュッツラー コロマン・モーザー R・キルヒナー R・ゲルストル シュヴァルツ＝ヴァルデック エゴン・シーレ |
| トマス・エンデル                                   | 1793-1875 | オーストリア   | 学生(c.1810- )  | マイテンス フューガー F.プフォル オーファーベック ヴァルトミュラー フューリッヒ ガイガー C.ルーベン ツィンマーマン イヴァノヴィッチ カール・v・ブラース トレンクヴァルト L.C.ミューラー ヤン・マテイコ マカルト シンドラー プレディッチ ヒレミ＝ヒルシュル グリュックリッヒ A.ロラー シュミュッツラー コロマン・モーザー R・キルヒナー R・ゲルストル シュヴァルツ＝ヴァルデック エゴン・シーレ |
| ヨハン・エンデル                                   | 1793-1854 | オーストリア   | 学生(c.1810- )  | マイテンス フューガー F.プフォル オーファーベック ヴァルトミュラー フューリッヒ ガイガー C.ルーベン ツィンマーマン イヴァノヴィッチ カール・v・ブラース トレンクヴァルト L.C.ミューラー ヤン・マテイコ マカルト シンドラー プレディッチ ヒレミ＝ヒルシュル グリュックリッヒ A.ロラー シュミュッツラー コロマン・モーザー R・キルヒナー R・ゲルストル シュヴァルツ＝ヴァルデック エゴン・シーレ |
| F・G・ヴァルトミュラー                             | 1793-1865 | オーストリア   | 学生(1807- )    | マイテンス フューガー F.プフォル オーファーベック ヴァルトミュラー フューリッヒ ガイガー C.ルーベン ツィンマーマン イヴァノヴィッチ カール・v・ブラース トレンクヴァルト L.C.ミューラー ヤン・マテイコ マカルト シンドラー プレディッチ ヒレミ＝ヒルシュル グリュックリッヒ A.ロラー シュミュッツラー コロマン・モーザー R・キルヒナー R・ゲルストル シュヴァルツ＝ヴァルデック エゴン・シーレ |
| ユリウス・シュノル・v・カロルスフェルト            | 1794-1872 | オーストリア   | 学生(c.1811- )  | マイテンス フューガー F.プフォル オーファーベック ヴァルトミュラー フューリッヒ ガイガー C.ルーベン ツィンマーマン イヴァノヴィッチ カール・v・ブラース トレンクヴァルト L.C.ミューラー ヤン・マテイコ マカルト シンドラー プレディッチ ヒレミ＝ヒルシュル グリュックリッヒ A.ロラー シュミュッツラー コロマン・モーザー R・キルヒナー R・ゲルストル シュヴァルツ＝ヴァルデック エゴン・シーレ |
| ペーター・フェンディ                               | 1796-1842 | オーストリア   | 学生(1809- )    | マイテンス フューガー F.プフォル オーファーベック ヴァルトミュラー フューリッヒ ガイガー C.ルーベン ツィンマーマン イヴァノヴィッチ カール・v・ブラース トレンクヴァルト L.C.ミューラー ヤン・マテイコ マカルト シンドラー プレディッチ ヒレミ＝ヒルシュル グリュックリッヒ A.ロラー シュミュッツラー コロマン・モーザー R・キルヒナー R・ゲルストル シュヴァルツ＝ヴァルデック エゴン・シーレ |
| レオポルト・クーペルヴィーザー                     | 1796-1862 | オーストリア   | 教授(1837- )    | マイテンス フューガー F.プフォル オーファーベック ヴァルトミュラー フューリッヒ ガイガー C.ルーベン ツィンマーマン イヴァノヴィッチ カール・v・ブラース トレンクヴァルト L.C.ミューラー ヤン・マテイコ マカルト シンドラー プレディッチ ヒレミ＝ヒルシュル グリュックリッヒ A.ロラー シュミュッツラー コロマン・モーザー R・キルヒナー R・ゲルストル シュヴァルツ＝ヴァルデック エゴン・シーレ |
| ヨーゼフ・フォン・フューリッヒ                     | 1800-1876 | オーストリア   | 教授(1838- )    | マイテンス フューガー F.プフォル オーファーベック ヴァルトミュラー フューリッヒ ガイガー C.ルーベン ツィンマーマン イヴァノヴィッチ カール・v・ブラース トレンクヴァルト L.C.ミューラー ヤン・マテイコ マカルト シンドラー プレディッチ ヒレミ＝ヒルシュル グリュックリッヒ A.ロラー シュミュッツラー コロマン・モーザー R・キルヒナー R・ゲルストル シュヴァルツ＝ヴァルデック エゴン・シーレ |
| ヨーゼフ・クリーフーバー                           | 1800-1876 | オーストリア   |                 | マイテンス フューガー F.プフォル オーファーベック ヴァルトミュラー フューリッヒ ガイガー C.ルーベン ツィンマーマン イヴァノヴィッチ カール・v・ブラース トレンクヴァルト L.C.ミューラー ヤン・マテイコ マカルト シンドラー プレディッチ ヒレミ＝ヒルシュル グリュックリッヒ A.ロラー シュミュッツラー コロマン・モーザー R・キルヒナー R・ゲルストル シュヴァルツ＝ヴァルデック エゴン・シーレ |
| ミケランジェロ・グリゴレッティ                     | 1801-1870 | イタリア       | 会員            | マイテンス フューガー F.プフォル オーファーベック ヴァルトミュラー フューリッヒ ガイガー C.ルーベン ツィンマーマン イヴァノヴィッチ カール・v・ブラース トレンクヴァルト L.C.ミューラー ヤン・マテイコ マカルト シンドラー プレディッチ ヒレミ＝ヒルシュル グリュックリッヒ A.ロラー シュミュッツラー コロマン・モーザー R・キルヒナー R・ゲルストル シュヴァルツ＝ヴァルデック エゴン・シーレ |
| フリードリヒ・フォン・アマーリング                 | 1803-1887 | オーストリア   | 学生(1815- )    | マイテンス フューガー F.プフォル オーファーベック ヴァルトミュラー フューリッヒ ガイガー C.ルーベン ツィンマーマン イヴァノヴィッチ カール・v・ブラース トレンクヴァルト L.C.ミューラー ヤン・マテイコ マカルト シンドラー プレディッチ ヒレミ＝ヒルシュル グリュックリッヒ A.ロラー シュミュッツラー コロマン・モーザー R・キルヒナー R・ゲルストル シュヴァルツ＝ヴァルデック エゴン・シーレ |
| モーリッツ・フォン・シュヴィント                   | 1804-1871 | オーストリア   | 学生(1821- )    | マイテンス フューガー F.プフォル オーファーベック ヴァルトミュラー フューリッヒ ガイガー C.ルーベン ツィンマーマン イヴァノヴィッチ カール・v・ブラース トレンクヴァルト L.C.ミューラー ヤン・マテイコ マカルト シンドラー プレディッチ ヒレミ＝ヒルシュル グリュックリッヒ A.ロラー シュミュッツラー コロマン・モーザー R・キルヒナー R・ゲルストル シュヴァルツ＝ヴァルデック エゴン・シーレ |
| ヨハン・ネポムク・ガイガー                         | 1805-1880 | オーストリア   | 教授(1853- )    | マイテンス フューガー F.プフォル オーファーベック ヴァルトミュラー フューリッヒ ガイガー C.ルーベン ツィンマーマン イヴァノヴィッチ カール・v・ブラース トレンクヴァルト L.C.ミューラー ヤン・マテイコ マカルト シンドラー プレディッチ ヒレミ＝ヒルシュル グリュックリッヒ A.ロラー シュミュッツラー コロマン・モーザー R・キルヒナー R・ゲルストル シュヴァルツ＝ヴァルデック エゴン・シーレ |
| ヨーゼフ・ダンハウザー                             | 1805-1845 | オーストリア   | 教授(1841- )    | マイテンス フューガー F.プフォル オーファーベック ヴァルトミュラー フューリッヒ ガイガー C.ルーベン ツィンマーマン イヴァノヴィッチ カール・v・ブラース トレンクヴァルト L.C.ミューラー ヤン・マテイコ マカルト シンドラー プレディッチ ヒレミ＝ヒルシュル グリュックリッヒ A.ロラー シュミュッツラー コロマン・モーザー R・キルヒナー R・ゲルストル シュヴァルツ＝ヴァルデック エゴン・シーレ |
| クリスティアン・ルーベン                           | 1805-1875 | ドイツ         | 校長(1852- )    | マイテンス フューガー F.プフォル オーファーベック ヴァルトミュラー フューリッヒ ガイガー C.ルーベン ツィンマーマン イヴァノヴィッチ カール・v・ブラース トレンクヴァルト L.C.ミューラー ヤン・マテイコ マカルト シンドラー プレディッチ ヒレミ＝ヒルシュル グリュックリッヒ A.ロラー シュミュッツラー コロマン・モーザー R・キルヒナー R・ゲルストル シュヴァルツ＝ヴァルデック エゴン・シーレ |
| アントン・ハルティンガー                           | 1806-1890 | ハンガリー     | 会員(1859- )    | マイテンス フューガー F.プフォル オーファーベック ヴァルトミュラー フューリッヒ ガイガー C.ルーベン ツィンマーマン イヴァノヴィッチ カール・v・ブラース トレンクヴァルト L.C.ミューラー ヤン・マテイコ マカルト シンドラー プレディッチ ヒレミ＝ヒルシュル グリュックリッヒ A.ロラー シュミュッツラー コロマン・モーザー R・キルヒナー R・ゲルストル シュヴァルツ＝ヴァルデック エゴン・シーレ |
| ヴィルヘルム・リンデンシュミット                   | 1806-1848 | ドイツ         | 学生(1824- )    | マイテンス フューガー F.プフォル オーファーベック ヴァルトミュラー フューリッヒ ガイガー C.ルーベン ツィンマーマン イヴァノヴィッチ カール・v・ブラース トレンクヴァルト L.C.ミューラー ヤン・マテイコ マカルト シンドラー プレディッチ ヒレミ＝ヒルシュル グリュックリッヒ A.ロラー シュミュッツラー コロマン・モーザー R・キルヒナー R・ゲルストル シュヴァルツ＝ヴァルデック エゴン・シーレ |
| フランツ・アイブル                                 | 1806-1880 | オーストリア   | 学生(1816- )    | マイテンス フューガー F.プフォル オーファーベック ヴァルトミュラー フューリッヒ ガイガー C.ルーベン ツィンマーマン イヴァノヴィッチ カール・v・ブラース トレンクヴァルト L.C.ミューラー ヤン・マテイコ マカルト シンドラー プレディッチ ヒレミ＝ヒルシュル グリュックリッヒ A.ロラー シュミュッツラー コロマン・モーザー R・キルヒナー R・ゲルストル シュヴァルツ＝ヴァルデック エゴン・シーレ |
| フリードリヒ・ガウアーマン                         | 1807-1862 | オーストリア   | 学生(1822- )    | マイテンス フューガー F.プフォル オーファーベック ヴァルトミュラー フューリッヒ ガイガー C.ルーベン ツィンマーマン イヴァノヴィッチ カール・v・ブラース トレンクヴァルト L.C.ミューラー ヤン・マテイコ マカルト シンドラー プレディッチ ヒレミ＝ヒルシュル グリュックリッヒ A.ロラー シュミュッツラー コロマン・モーザー R・キルヒナー R・ゲルストル シュヴァルツ＝ヴァルデック エゴン・シーレ |
| アルベルト・ツィンマーマン                         | 1808-1888 | ドイツ         | 教授(c.1860- )  | マイテンス フューガー F.プフォル オーファーベック ヴァルトミュラー フューリッヒ ガイガー C.ルーベン ツィンマーマン イヴァノヴィッチ カール・v・ブラース トレンクヴァルト L.C.ミューラー ヤン・マテイコ マカルト シンドラー プレディッチ ヒレミ＝ヒルシュル グリュックリッヒ A.ロラー シュミュッツラー コロマン・モーザー R・キルヒナー R・ゲルストル シュヴァルツ＝ヴァルデック エゴン・シーレ |
| エドヴァルト・フォン・シュタインレ                 | 1810-1886 | オーストリア   | 学生( )         | マイテンス フューガー F.プフォル オーファーベック ヴァルトミュラー フューリッヒ ガイガー C.ルーベン ツィンマーマン イヴァノヴィッチ カール・v・ブラース トレンクヴァルト L.C.ミューラー ヤン・マテイコ マカルト シンドラー プレディッチ ヒレミ＝ヒルシュル グリュックリッヒ A.ロラー シュミュッツラー コロマン・モーザー R・キルヒナー R・ゲルストル シュヴァルツ＝ヴァルデック エゴン・シーレ |
| バラバーシュ・ミクローシュ                         | 1810-1896 | ハンガリー     | 学生(1829- )    | マイテンス フューガー F.プフォル オーファーベック ヴァルトミュラー フューリッヒ ガイガー C.ルーベン ツィンマーマン イヴァノヴィッチ カール・v・ブラース トレンクヴァルト L.C.ミューラー ヤン・マテイコ マカルト シンドラー プレディッチ ヒレミ＝ヒルシュル グリュックリッヒ A.ロラー シュミュッツラー コロマン・モーザー R・キルヒナー R・ゲルストル シュヴァルツ＝ヴァルデック エゴン・シーレ |
| カタリナ・イヴァノヴィッチ                         | 1811-1882 | セルビア       | 学生(c.1842- )  | マイテンス フューガー F.プフォル オーファーベック ヴァルトミュラー フューリッヒ ガイガー C.ルーベン ツィンマーマン イヴァノヴィッチ カール・v・ブラース トレンクヴァルト L.C.ミューラー ヤン・マテイコ マカルト シンドラー プレディッチ ヒレミ＝ヒルシュル グリュックリッヒ A.ロラー シュミュッツラー コロマン・モーザー R・キルヒナー R・ゲルストル シュヴァルツ＝ヴァルデック エゴン・シーレ |
| カール・ラール                                     | 1812-1865 | オーストリア   | 学生(c.1830- )  | マイテンス フューガー F.プフォル オーファーベック ヴァルトミュラー フューリッヒ ガイガー C.ルーベン ツィンマーマン イヴァノヴィッチ カール・v・ブラース トレンクヴァルト L.C.ミューラー ヤン・マテイコ マカルト シンドラー プレディッチ ヒレミ＝ヒルシュル グリュックリッヒ A.ロラー シュミュッツラー コロマン・モーザー R・キルヒナー R・ゲルストル シュヴァルツ＝ヴァルデック エゴン・シーレ |
| ルドルフ・フォン・アルト                           | 1812-1905 | オーストリア   | 学生(c.1825- )  | マイテンス フューガー F.プフォル オーファーベック ヴァルトミュラー フューリッヒ ガイガー C.ルーベン ツィンマーマン イヴァノヴィッチ カール・v・ブラース トレンクヴァルト L.C.ミューラー ヤン・マテイコ マカルト シンドラー プレディッチ ヒレミ＝ヒルシュル グリュックリッヒ A.ロラー シュミュッツラー コロマン・モーザー R・キルヒナー R・ゲルストル シュヴァルツ＝ヴァルデック エゴン・シーレ |
| フリッツ・ラレマント                               | 1812-1866 | オーストリア   | 学生(1827-)     | マイテンス フューガー F.プフォル オーファーベック ヴァルトミュラー フューリッヒ ガイガー C.ルーベン ツィンマーマン イヴァノヴィッチ カール・v・ブラース トレンクヴァルト L.C.ミューラー ヤン・マテイコ マカルト シンドラー プレディッチ ヒレミ＝ヒルシュル グリュックリッヒ A.ロラー シュミュッツラー コロマン・モーザー R・キルヒナー R・ゲルストル シュヴァルツ＝ヴァルデック エゴン・シーレ |
| シャルル＝エドゥアール・ブーティボンヌ             | 1816-1897 | フランス       | 学生            | マイテンス フューガー F.プフォル オーファーベック ヴァルトミュラー フューリッヒ ガイガー C.ルーベン ツィンマーマン イヴァノヴィッチ カール・v・ブラース トレンクヴァルト L.C.ミューラー ヤン・マテイコ マカルト シンドラー プレディッチ ヒレミ＝ヒルシュル グリュックリッヒ A.ロラー シュミュッツラー コロマン・モーザー R・キルヒナー R・ゲルストル シュヴァルツ＝ヴァルデック エゴン・シーレ |
| エドゥアルト・フォン・エンゲルト                   | 1818-1897 | ドイツ         | 教授(c.1865- )  | マイテンス フューガー F.プフォル オーファーベック ヴァルトミュラー フューリッヒ ガイガー C.ルーベン ツィンマーマン イヴァノヴィッチ カール・v・ブラース トレンクヴァルト L.C.ミューラー ヤン・マテイコ マカルト シンドラー プレディッチ ヒレミ＝ヒルシュル グリュックリッヒ A.ロラー シュミュッツラー コロマン・モーザー R・キルヒナー R・ゲルストル シュヴァルツ＝ヴァルデック エゴン・シーレ |
| ゲオルク・デッカー                                 | 1818-1894 | ドイツ         | 学生(1840s)     | マイテンス フューガー F.プフォル オーファーベック ヴァルトミュラー フューリッヒ ガイガー C.ルーベン ツィンマーマン イヴァノヴィッチ カール・v・ブラース トレンクヴァルト L.C.ミューラー ヤン・マテイコ マカルト シンドラー プレディッチ ヒレミ＝ヒルシュル グリュックリッヒ A.ロラー シュミュッツラー コロマン・モーザー R・キルヒナー R・ゲルストル シュヴァルツ＝ヴァルデック エゴン・シーレ |
| エドゥアルト・カイザー                             | 1820-1895 | オーストリア   | 学生            | マイテンス フューガー F.プフォル オーファーベック ヴァルトミュラー フューリッヒ ガイガー C.ルーベン ツィンマーマン イヴァノヴィッチ カール・v・ブラース トレンクヴァルト L.C.ミューラー ヤン・マテイコ マカルト シンドラー プレディッチ ヒレミ＝ヒルシュル グリュックリッヒ A.ロラー シュミュッツラー コロマン・モーザー R・キルヒナー R・ゲルストル シュヴァルツ＝ヴァルデック エゴン・シーレ |
| カール・シンドラー                                 | 1821-1842 | オーストリア   | 学生(1836-)     | マイテンス フューガー F.プフォル オーファーベック ヴァルトミュラー フューリッヒ ガイガー C.ルーベン ツィンマーマン イヴァノヴィッチ カール・v・ブラース トレンクヴァルト L.C.ミューラー ヤン・マテイコ マカルト シンドラー プレディッチ ヒレミ＝ヒルシュル グリュックリッヒ A.ロラー シュミュッツラー コロマン・モーザー R・キルヒナー R・ゲルストル シュヴァルツ＝ヴァルデック エゴン・シーレ |
| アウグスト・フォン・ペッテンコーフェン             | 1822-1889 | オーストリア   | 学生(1834-)     | マイテンス フューガー F.プフォル オーファーベック ヴァルトミュラー フューリッヒ ガイガー C.ルーベン ツィンマーマン イヴァノヴィッチ カール・v・ブラース トレンクヴァルト L.C.ミューラー ヤン・マテイコ マカルト シンドラー プレディッチ ヒレミ＝ヒルシュル グリュックリッヒ A.ロラー シュミュッツラー コロマン・モーザー R・キルヒナー R・ゲルストル シュヴァルツ＝ヴァルデック エゴン・シーレ |
| マルコー・カーロイ                                 | 1822-1891 | ハンガリー     | 学生            | マイテンス フューガー F.プフォル オーファーベック ヴァルトミュラー フューリッヒ ガイガー C.ルーベン ツィンマーマン イヴァノヴィッチ カール・v・ブラース トレンクヴァルト L.C.ミューラー ヤン・マテイコ マカルト シンドラー プレディッチ ヒレミ＝ヒルシュル グリュックリッヒ A.ロラー シュミュッツラー コロマン・モーザー R・キルヒナー R・ゲルストル シュヴァルツ＝ヴァルデック エゴン・シーレ |
| カール・ゲーベル                                   | 1824-1899 | オーストリア   | 学生(c.1840- )  | マイテンス フューガー F.プフォル オーファーベック ヴァルトミュラー フューリッヒ ガイガー C.ルーベン ツィンマーマン イヴァノヴィッチ カール・v・ブラース トレンクヴァルト L.C.ミューラー ヤン・マテイコ マカルト シンドラー プレディッチ ヒレミ＝ヒルシュル グリュックリッヒ A.ロラー シュミュッツラー コロマン・モーザー R・キルヒナー R・ゲルストル シュヴァルツ＝ヴァルデック エゴン・シーレ |
| ヨーゼフ・マティアス・トレンクヴァルト             | 1824-1897 | （チェコ）     | 教授(1872- )    | マイテンス フューガー F.プフォル オーファーベック ヴァルトミュラー フューリッヒ ガイガー C.ルーベン ツィンマーマン イヴァノヴィッチ カール・v・ブラース トレンクヴァルト L.C.ミューラー ヤン・マテイコ マカルト シンドラー プレディッチ ヒレミ＝ヒルシュル グリュックリッヒ A.ロラー シュミュッツラー コロマン・モーザー R・キルヒナー R・ゲルストル シュヴァルツ＝ヴァルデック エゴン・シーレ |
| タン・モール                                       | 1828-1899 | ハンガリー     | 学生(c.1850- )  | マイテンス フューガー F.プフォル オーファーベック ヴァルトミュラー フューリッヒ ガイガー C.ルーベン ツィンマーマン イヴァノヴィッチ カール・v・ブラース トレンクヴァルト L.C.ミューラー ヤン・マテイコ マカルト シンドラー プレディッチ ヒレミ＝ヒルシュル グリュックリッヒ A.ロラー シュミュッツラー コロマン・モーザー R・キルヒナー R・ゲルストル シュヴァルツ＝ヴァルデック エゴン・シーレ |
| アンゼルム・フォイエルバッハ                       | 1829-1880 | ドイツ         | 教授(1873-1877) | マイテンス フューガー F.プフォル オーファーベック ヴァルトミュラー フューリッヒ ガイガー C.ルーベン ツィンマーマン イヴァノヴィッチ カール・v・ブラース トレンクヴァルト L.C.ミューラー ヤン・マテイコ マカルト シンドラー プレディッチ ヒレミ＝ヒルシュル グリュックリッヒ A.ロラー シュミュッツラー コロマン・モーザー R・キルヒナー R・ゲルストル シュヴァルツ＝ヴァルデック エゴン・シーレ |
| ハンス・カノン                                     | 1829-1885 | オーストリア   | 学生(c.1845- )  | マイテンス フューガー F.プフォル オーファーベック ヴァルトミュラー フューリッヒ ガイガー C.ルーベン ツィンマーマン イヴァノヴィッチ カール・v・ブラース トレンクヴァルト L.C.ミューラー ヤン・マテイコ マカルト シンドラー プレディッチ ヒレミ＝ヒルシュル グリュックリッヒ A.ロラー シュミュッツラー コロマン・モーザー R・キルヒナー R・ゲルストル シュヴァルツ＝ヴァルデック エゴン・シーレ |
| アウグスト・アイゼンメンゲル                       | 1830-1907 | ドイツ         | 教授(1872-)     | マイテンス フューガー F.プフォル オーファーベック ヴァルトミュラー フューリッヒ ガイガー C.ルーベン ツィンマーマン イヴァノヴィッチ カール・v・ブラース トレンクヴァルト L.C.ミューラー ヤン・マテイコ マカルト シンドラー プレディッチ ヒレミ＝ヒルシュル グリュックリッヒ A.ロラー シュミュッツラー コロマン・モーザー R・キルヒナー R・ゲルストル シュヴァルツ＝ヴァルデック エゴン・シーレ |
| アントン・ロマコ                                   | 1832-1889 | （チェコ）     | 学生(1847- )    | マイテンス フューガー F.プフォル オーファーベック ヴァルトミュラー フューリッヒ ガイガー C.ルーベン ツィンマーマン イヴァノヴィッチ カール・v・ブラース トレンクヴァルト L.C.ミューラー ヤン・マテイコ マカルト シンドラー プレディッチ ヒレミ＝ヒルシュル グリュックリッヒ A.ロラー シュミュッツラー コロマン・モーザー R・キルヒナー R・ゲルストル シュヴァルツ＝ヴァルデック エゴン・シーレ |
| エドゥアルト・ペイトナー・フォン・リヒテンフェルス | 1833-1913 | オーストリア   | 教授(1872- )    | マイテンス フューガー F.プフォル オーファーベック ヴァルトミュラー フューリッヒ ガイガー C.ルーベン ツィンマーマン イヴァノヴィッチ カール・v・ブラース トレンクヴァルト L.C.ミューラー ヤン・マテイコ マカルト シンドラー プレディッチ ヒレミ＝ヒルシュル グリュックリッヒ A.ロラー シュミュッツラー コロマン・モーザー R・キルヒナー R・ゲルストル シュヴァルツ＝ヴァルデック エゴン・シーレ |
| レオポルト・カール・ミュラー                       | 1834-1892 | オーストリア   | 校長(1890- )    | マイテンス フューガー F.プフォル オーファーベック ヴァルトミュラー フューリッヒ ガイガー C.ルーベン ツィンマーマン イヴァノヴィッチ カール・v・ブラース トレンクヴァルト L.C.ミューラー ヤン・マテイコ マカルト シンドラー プレディッチ ヒレミ＝ヒルシュル グリュックリッヒ A.ロラー シュミュッツラー コロマン・モーザー R・キルヒナー R・ゲルストル シュヴァルツ＝ヴァルデック エゴン・シーレ |
| セーケイ・ベルタラン                               | 1835-1910 | ポーランド     | 学生(1851- )    | マイテンス フューガー F.プフォル オーファーベック ヴァルトミュラー フューリッヒ ガイガー C.ルーベン ツィンマーマン イヴァノヴィッチ カール・v・ブラース トレンクヴァルト L.C.ミューラー ヤン・マテイコ マカルト シンドラー プレディッチ ヒレミ＝ヒルシュル グリュックリッヒ A.ロラー シュミュッツラー コロマン・モーザー R・キルヒナー R・ゲルストル シュヴァルツ＝ヴァルデック エゴン・シーレ |
| エミール・ラウファー                               | 1837-1909 | (チェコ)       | 学生            | マイテンス フューガー F.プフォル オーファーベック ヴァルトミュラー フューリッヒ ガイガー C.ルーベン ツィンマーマン イヴァノヴィッチ カール・v・ブラース トレンクヴァルト L.C.ミューラー ヤン・マテイコ マカルト シンドラー プレディッチ ヒレミ＝ヒルシュル グリュックリッヒ A.ロラー シュミュッツラー コロマン・モーザー R・キルヒナー R・ゲルストル シュヴァルツ＝ヴァルデック エゴン・シーレ |
| ヤン・マテイコ                                     | 1838-1893 | ポーランド     | 学生(1859- )    | マイテンス フューガー F.プフォル オーファーベック ヴァルトミュラー フューリッヒ ガイガー C.ルーベン ツィンマーマン イヴァノヴィッチ カール・v・ブラース トレンクヴァルト L.C.ミューラー ヤン・マテイコ マカルト シンドラー プレディッチ ヒレミ＝ヒルシュル グリュックリッヒ A.ロラー シュミュッツラー コロマン・モーザー R・キルヒナー R・ゲルストル シュヴァルツ＝ヴァルデック エゴン・シーレ |
| アレクサンダー・フォン・ヴァーグナー               | 1838-1919 | ハンガリー     | 学生(1854- )    | マイテンス フューガー F.プフォル オーファーベック ヴァルトミュラー フューリッヒ ガイガー C.ルーベン ツィンマーマン イヴァノヴィッチ カール・v・ブラース トレンクヴァルト L.C.ミューラー ヤン・マテイコ マカルト シンドラー プレディッチ ヒレミ＝ヒルシュル グリュックリッヒ A.ロラー シュミュッツラー コロマン・モーザー R・キルヒナー R・ゲルストル シュヴァルツ＝ヴァルデック エゴン・シーレ |
| ゴットフリード・リンダウアー                       | 1839-1926 | (チェコ)       | 学生(c.1855- )  | マイテンス フューガー F.プフォル オーファーベック ヴァルトミュラー フューリッヒ ガイガー C.ルーベン ツィンマーマン イヴァノヴィッチ カール・v・ブラース トレンクヴァルト L.C.ミューラー ヤン・マテイコ マカルト シンドラー プレディッチ ヒレミ＝ヒルシュル グリュックリッヒ A.ロラー シュミュッツラー コロマン・モーザー R・キルヒナー R・ゲルストル シュヴァルツ＝ヴァルデック エゴン・シーレ |
| クリスティアン・グリーペンケール                   | 1839-1916 | ドイツ         | 教授(1874- )    | マイテンス フューガー F.プフォル オーファーベック ヴァルトミュラー フューリッヒ ガイガー C.ルーベン ツィンマーマン イヴァノヴィッチ カール・v・ブラース トレンクヴァルト L.C.ミューラー ヤン・マテイコ マカルト シンドラー プレディッチ ヒレミ＝ヒルシュル グリュックリッヒ A.ロラー シュミュッツラー コロマン・モーザー R・キルヒナー R・ゲルストル シュヴァルツ＝ヴァルデック エゴン・シーレ |
| ハンス・マカルト                                   | 1840-1884 | オーストリア   | 教授(1879- )    | マイテンス フューガー F.プフォル オーファーベック ヴァルトミュラー フューリッヒ ガイガー C.ルーベン ツィンマーマン イヴァノヴィッチ カール・v・ブラース トレンクヴァルト L.C.ミューラー ヤン・マテイコ マカルト シンドラー プレディッチ ヒレミ＝ヒルシュル グリュックリッヒ A.ロラー シュミュッツラー コロマン・モーザー R・キルヒナー R・ゲルストル シュヴァルツ＝ヴァルデック エゴン・シーレ |
| ハインリヒ・フォン・アンゲリ                       | 1840-1925 | オーストリア   | 学生(c.1855- )  | マイテンス フューガー F.プフォル オーファーベック ヴァルトミュラー フューリッヒ ガイガー C.ルーベン ツィンマーマン イヴァノヴィッチ カール・v・ブラース トレンクヴァルト L.C.ミューラー ヤン・マテイコ マカルト シンドラー プレディッチ ヒレミ＝ヒルシュル グリュックリッヒ A.ロラー シュミュッツラー コロマン・モーザー R・キルヒナー R・ゲルストル シュヴァルツ＝ヴァルデック エゴン・シーレ |
| ジークムント・ラレマント                           | 1840-1910 | オーストリア   | 学生            | マイテンス フューガー F.プフォル オーファーベック ヴァルトミュラー フューリッヒ ガイガー C.ルーベン ツィンマーマン イヴァノヴィッチ カール・v・ブラース トレンクヴァルト L.C.ミューラー ヤン・マテイコ マカルト シンドラー プレディッチ ヒレミ＝ヒルシュル グリュックリッヒ A.ロラー シュミュッツラー コロマン・モーザー R・キルヒナー R・ゲルストル シュヴァルツ＝ヴァルデック エゴン・シーレ |
| ガブリエル・フォン・マックス                       | 1840-1915 | (チェコ)       | 学生(1858- )    | マイテンス フューガー F.プフォル オーファーベック ヴァルトミュラー フューリッヒ ガイガー C.ルーベン ツィンマーマン イヴァノヴィッチ カール・v・ブラース トレンクヴァルト L.C.ミューラー ヤン・マテイコ マカルト シンドラー プレディッチ ヒレミ＝ヒルシュル グリュックリッヒ A.ロラー シュミュッツラー コロマン・モーザー R・キルヒナー R・ゲルストル シュヴァルツ＝ヴァルデック エゴン・シーレ |
| エミール・ヤーコプ・シンドラー                     | 1842-1892 | オーストリア   | 学生(1860- )    | マイテンス フューガー F.プフォル オーファーベック ヴァルトミュラー フューリッヒ ガイガー C.ルーベン ツィンマーマン イヴァノヴィッチ カール・v・ブラース トレンクヴァルト L.C.ミューラー ヤン・マテイコ マカルト シンドラー プレディッチ ヒレミ＝ヒルシュル グリュックリッヒ A.ロラー シュミュッツラー コロマン・モーザー R・キルヒナー R・ゲルストル シュヴァルツ＝ヴァルデック エゴン・シーレ |
| ムンカーチ・ミハーイ                               | 1844-1900 | ハンガリー     | 学生(c.1864- )  | マイテンス フューガー F.プフォル オーファーベック ヴァルトミュラー フューリッヒ ガイガー C.ルーベン ツィンマーマン イヴァノヴィッチ カール・v・ブラース トレンクヴァルト L.C.ミューラー ヤン・マテイコ マカルト シンドラー プレディッチ ヒレミ＝ヒルシュル グリュックリッヒ A.ロラー シュミュッツラー コロマン・モーザー R・キルヒナー R・ゲルストル シュヴァルツ＝ヴァルデック エゴン・シーレ |
| オイゲン・イェッテル                               | 1845-1901 | (チェコ)       | 学生(1860- )    | マイテンス フューガー F.プフォル オーファーベック ヴァルトミュラー フューリッヒ ガイガー C.ルーベン ツィンマーマン イヴァノヴィッチ カール・v・ブラース トレンクヴァルト L.C.ミューラー ヤン・マテイコ マカルト シンドラー プレディッチ ヒレミ＝ヒルシュル グリュックリッヒ A.ロラー シュミュッツラー コロマン・モーザー R・キルヒナー R・ゲルストル シュヴァルツ＝ヴァルデック エゴン・シーレ |
| フリッツ・シダー                                   | 1846-1907 | オーストリア   | 学生(c.1865- )  | マイテンス フューガー F.プフォル オーファーベック ヴァルトミュラー フューリッヒ ガイガー C.ルーベン ツィンマーマン イヴァノヴィッチ カール・v・ブラース トレンクヴァルト L.C.ミューラー ヤン・マテイコ マカルト シンドラー プレディッチ ヒレミ＝ヒルシュル グリュックリッヒ A.ロラー シュミュッツラー コロマン・モーザー R・キルヒナー R・ゲルストル シュヴァルツ＝ヴァルデック エゴン・シーレ |
| パール・ラースロー                                 | 1846-1879 | ハンガリー     | 学生(c.1866- )  | マイテンス フューガー F.プフォル オーファーベック ヴァルトミュラー フューリッヒ ガイガー C.ルーベン ツィンマーマン イヴァノヴィッチ カール・v・ブラース トレンクヴァルト L.C.ミューラー ヤン・マテイコ マカルト シンドラー プレディッチ ヒレミ＝ヒルシュル グリュックリッヒ A.ロラー シュミュッツラー コロマン・モーザー R・キルヒナー R・ゲルストル シュヴァルツ＝ヴァルデック エゴン・シーレ |
| グスタフ・ヴェルトハイマー                         | 1847-1902 | オーストリア   | 学生(c.1865- )  | マイテンス フューガー F.プフォル オーファーベック ヴァルトミュラー フューリッヒ ガイガー C.ルーベン ツィンマーマン イヴァノヴィッチ カール・v・ブラース トレンクヴァルト L.C.ミューラー ヤン・マテイコ マカルト シンドラー プレディッチ ヒレミ＝ヒルシュル グリュックリッヒ A.ロラー シュミュッツラー コロマン・モーザー R・キルヒナー R・ゲルストル シュヴァルツ＝ヴァルデック エゴン・シーレ |
| アグハージ・ジュラ                                 | 1850-1919 | ハンガリー     | 学生            | マイテンス フューガー F.プフォル オーファーベック ヴァルトミュラー フューリッヒ ガイガー C.ルーベン ツィンマーマン イヴァノヴィッチ カール・v・ブラース トレンクヴァルト L.C.ミューラー ヤン・マテイコ マカルト シンドラー プレディッチ ヒレミ＝ヒルシュル グリュックリッヒ A.ロラー シュミュッツラー コロマン・モーザー R・キルヒナー R・ゲルストル シュヴァルツ＝ヴァルデック エゴン・シーレ |
| イジドール・カウフマン                             | 1853-1921 | ハンガリー     | 学生(c.1880-)   | マイテンス フューガー F.プフォル オーファーベック ヴァルトミュラー フューリッヒ ガイガー C.ルーベン ツィンマーマン イヴァノヴィッチ カール・v・ブラース トレンクヴァルト L.C.ミューラー ヤン・マテイコ マカルト シンドラー プレディッチ ヒレミ＝ヒルシュル グリュックリッヒ A.ロラー シュミュッツラー コロマン・モーザー R・キルヒナー R・ゲルストル シュヴァルツ＝ヴァルデック エゴン・シーレ |
| フェリシアン・ミルバッハ                           | 1853-1940 | オーストリア   | 学生(c.1871-)   | マイテンス フューガー F.プフォル オーファーベック ヴァルトミュラー フューリッヒ ガイガー C.ルーベン ツィンマーマン イヴァノヴィッチ カール・v・ブラース トレンクヴァルト L.C.ミューラー ヤン・マテイコ マカルト シンドラー プレディッチ ヒレミ＝ヒルシュル グリュックリッヒ A.ロラー シュミュッツラー コロマン・モーザー R・キルヒナー R・ゲルストル シュヴァルツ＝ヴァルデック エゴン・シーレ |
| シャルル・ヴィルダ                                 | 1854-1907 | オーストリア   | 学生()          | マイテンス フューガー F.プフォル オーファーベック ヴァルトミュラー フューリッヒ ガイガー C.ルーベン ツィンマーマン イヴァノヴィッチ カール・v・ブラース トレンクヴァルト L.C.ミューラー ヤン・マテイコ マカルト シンドラー プレディッチ ヒレミ＝ヒルシュル グリュックリッヒ A.ロラー シュミュッツラー コロマン・モーザー R・キルヒナー R・ゲルストル シュヴァルツ＝ヴァルデック エゴン・シーレ |
| ルドルフ・エルンスト                               | 1854-1932 | オーストリア   | 学生(c.1869-)   | マイテンス フューガー F.プフォル オーファーベック ヴァルトミュラー フューリッヒ ガイガー C.ルーベン ツィンマーマン イヴァノヴィッチ カール・v・ブラース トレンクヴァルト L.C.ミューラー ヤン・マテイコ マカルト シンドラー プレディッチ ヒレミ＝ヒルシュル グリュックリッヒ A.ロラー シュミュッツラー コロマン・モーザー R・キルヒナー R・ゲルストル シュヴァルツ＝ヴァルデック エゴン・シーレ |
| ヴォイチェフ・ヒナイス                             | 1854-1925 | (チェコ)       | 学生(1870-)     | マイテンス フューガー F.プフォル オーファーベック ヴァルトミュラー フューリッヒ ガイガー C.ルーベン ツィンマーマン イヴァノヴィッチ カール・v・ブラース トレンクヴァルト L.C.ミューラー ヤン・マテイコ マカルト シンドラー プレディッチ ヒレミ＝ヒルシュル グリュックリッヒ A.ロラー シュミュッツラー コロマン・モーザー R・キルヒナー R・ゲルストル シュヴァルツ＝ヴァルデック エゴン・シーレ |
| ルートヴィヒ・ドイッチュ                           | 1855-1935 | オーストリア   | 学生(1875-)     | マイテンス フューガー F.プフォル オーファーベック ヴァルトミュラー フューリッヒ ガイガー C.ルーベン ツィンマーマン イヴァノヴィッチ カール・v・ブラース トレンクヴァルト L.C.ミューラー ヤン・マテイコ マカルト シンドラー プレディッチ ヒレミ＝ヒルシュル グリュックリッヒ A.ロラー シュミュッツラー コロマン・モーザー R・キルヒナー R・ゲルストル シュヴァルツ＝ヴァルデック エゴン・シーレ |
| ポール・メルワール                                 | 1855-1902 | (ウクライナ)   | 学生(1870s)     | マイテンス フューガー F.プフォル オーファーベック ヴァルトミュラー フューリッヒ ガイガー C.ルーベン ツィンマーマン イヴァノヴィッチ カール・v・ブラース トレンクヴァルト L.C.ミューラー ヤン・マテイコ マカルト シンドラー プレディッチ ヒレミ＝ヒルシュル グリュックリッヒ A.ロラー シュミュッツラー コロマン・モーザー R・キルヒナー R・ゲルストル シュヴァルツ＝ヴァルデック エゴン・シーレ |
| ロベルト・ペッツェルベルガー                       | 1856-1930 | オーストリア   | 学生(1874-)     | マイテンス フューガー F.プフォル オーファーベック ヴァルトミュラー フューリッヒ ガイガー C.ルーベン ツィンマーマン イヴァノヴィッチ カール・v・ブラース トレンクヴァルト L.C.ミューラー ヤン・マテイコ マカルト シンドラー プレディッチ ヒレミ＝ヒルシュル グリュックリッヒ A.ロラー シュミュッツラー コロマン・モーザー R・キルヒナー R・ゲルストル シュヴァルツ＝ヴァルデック エゴン・シーレ |
| ウロシュ・プレディッチ                             | 1857-1953 | セルビア       | 学生(c.1876- )  | マイテンス フューガー F.プフォル オーファーベック ヴァルトミュラー フューリッヒ ガイガー C.ルーベン ツィンマーマン イヴァノヴィッチ カール・v・ブラース トレンクヴァルト L.C.ミューラー ヤン・マテイコ マカルト シンドラー プレディッチ ヒレミ＝ヒルシュル グリュックリッヒ A.ロラー シュミュッツラー コロマン・モーザー R・キルヒナー R・ゲルストル シュヴァルツ＝ヴァルデック エゴン・シーレ |
| ヤーノシュ・ファドルス                             | 1858-1903 | (スロバキア)   | 学生(c.1876- )  | マイテンス フューガー F.プフォル オーファーベック ヴァルトミュラー フューリッヒ ガイガー C.ルーベン ツィンマーマン イヴァノヴィッチ カール・v・ブラース トレンクヴァルト L.C.ミューラー ヤン・マテイコ マカルト シンドラー プレディッチ ヒレミ＝ヒルシュル グリュックリッヒ A.ロラー シュミュッツラー コロマン・モーザー R・キルヒナー R・ゲルストル シュヴァルツ＝ヴァルデック エゴン・シーレ |
| ルドルフ・スヴォボダ                               | 1859-1914 | オーストリア   | 学生(1878- )    | マイテンス フューガー F.プフォル オーファーベック ヴァルトミュラー フューリッヒ ガイガー C.ルーベン ツィンマーマン イヴァノヴィッチ カール・v・ブラース トレンクヴァルト L.C.ミューラー ヤン・マテイコ マカルト シンドラー プレディッチ ヒレミ＝ヒルシュル グリュックリッヒ A.ロラー シュミュッツラー コロマン・モーザー R・キルヒナー R・ゲルストル シュヴァルツ＝ヴァルデック エゴン・シーレ |
| アドルフ・ヒレミ＝ヒルシュル                       | 1860-1933 | ハンガリー     | 学生(1874- )    | マイテンス フューガー F.プフォル オーファーベック ヴァルトミュラー フューリッヒ ガイガー C.ルーベン ツィンマーマン イヴァノヴィッチ カール・v・ブラース トレンクヴァルト L.C.ミューラー ヤン・マテイコ マカルト シンドラー プレディッチ ヒレミ＝ヒルシュル グリュックリッヒ A.ロラー シュミュッツラー コロマン・モーザー R・キルヒナー R・ゲルストル シュヴァルツ＝ヴァルデック エゴン・シーレ |
| カール・モル                                       | 1861-1945 | オーストリア   | 学生(1880- )    | マイテンス フューガー F.プフォル オーファーベック ヴァルトミュラー フューリッヒ ガイガー C.ルーベン ツィンマーマン イヴァノヴィッチ カール・v・ブラース トレンクヴァルト L.C.ミューラー ヤン・マテイコ マカルト シンドラー プレディッチ ヒレミ＝ヒルシュル グリュックリッヒ A.ロラー シュミュッツラー コロマン・モーザー R・キルヒナー R・ゲルストル シュヴァルツ＝ヴァルデック エゴン・シーレ |
| アントン・アズベ                                   | 1862-1905 | スロベニア     | 学生(1882- )    | マイテンス フューガー F.プフォル オーファーベック ヴァルトミュラー フューリッヒ ガイガー C.ルーベン ツィンマーマン イヴァノヴィッチ カール・v・ブラース トレンクヴァルト L.C.ミューラー ヤン・マテイコ マカルト シンドラー プレディッチ ヒレミ＝ヒルシュル グリュックリッヒ A.ロラー シュミュッツラー コロマン・モーザー R・キルヒナー R・ゲルストル シュヴァルツ＝ヴァルデック エゴン・シーレ |
| ハインリヒ・クニル                                 | 1862-1944 | (セルビア)     | 学生(c.1880- )  | マイテンス フューガー F.プフォル オーファーベック ヴァルトミュラー フューリッヒ ガイガー C.ルーベン ツィンマーマン イヴァノヴィッチ カール・v・ブラース トレンクヴァルト L.C.ミューラー ヤン・マテイコ マカルト シンドラー プレディッチ ヒレミ＝ヒルシュル グリュックリッヒ A.ロラー シュミュッツラー コロマン・モーザー R・キルヒナー R・ゲルストル シュヴァルツ＝ヴァルデック エゴン・シーレ |
| フランティシェク・ドヴォジャーク                   | 1862-1927 | (チェコ)       | 学生(c.1880- )  | マイテンス フューガー F.プフォル オーファーベック ヴァルトミュラー フューリッヒ ガイガー C.ルーベン ツィンマーマン イヴァノヴィッチ カール・v・ブラース トレンクヴァルト L.C.ミューラー ヤン・マテイコ マカルト シンドラー プレディッチ ヒレミ＝ヒルシュル グリュックリッヒ A.ロラー シュミュッツラー コロマン・モーザー R・キルヒナー R・ゲルストル シュヴァルツ＝ヴァルデック エゴン・シーレ |
| ハインリヒ・レフラー                               | 1863-1919 | オーストリア   | 学生(1880- )    | マイテンス フューガー F.プフォル オーファーベック ヴァルトミュラー フューリッヒ ガイガー C.ルーベン ツィンマーマン イヴァノヴィッチ カール・v・ブラース トレンクヴァルト L.C.ミューラー ヤン・マテイコ マカルト シンドラー プレディッチ ヒレミ＝ヒルシュル グリュックリッヒ A.ロラー シュミュッツラー コロマン・モーザー R・キルヒナー R・ゲルストル シュヴァルツ＝ヴァルデック エゴン・シーレ |
| ジモン・グリュックリッヒ                           | 1863-1943 | ドイツ         |                 | マイテンス フューガー F.プフォル オーファーベック ヴァルトミュラー フューリッヒ ガイガー C.ルーベン ツィンマーマン イヴァノヴィッチ カール・v・ブラース トレンクヴァルト L.C.ミューラー ヤン・マテイコ マカルト シンドラー プレディッチ ヒレミ＝ヒルシュル グリュックリッヒ A.ロラー シュミュッツラー コロマン・モーザー R・キルヒナー R・ゲルストル シュヴァルツ＝ヴァルデック エゴン・シーレ |
| ヴィルヘルム・リスト                               | 1864-1918 | オーストリア   | 学生(1885- )    | マイテンス フューガー F.プフォル オーファーベック ヴァルトミュラー フューリッヒ ガイガー C.ルーベン ツィンマーマン イヴァノヴィッチ カール・v・ブラース トレンクヴァルト L.C.ミューラー ヤン・マテイコ マカルト シンドラー プレディッチ ヒレミ＝ヒルシュル グリュックリッヒ A.ロラー シュミュッツラー コロマン・モーザー R・キルヒナー R・ゲルストル シュヴァルツ＝ヴァルデック エゴン・シーレ |
| アルフレート・ロラー                               | 1864-1935 | （チェコ）     | 学生(1884- )    | マイテンス フューガー F.プフォル オーファーベック ヴァルトミュラー フューリッヒ ガイガー C.ルーベン ツィンマーマン イヴァノヴィッチ カール・v・ブラース トレンクヴァルト L.C.ミューラー ヤン・マテイコ マカルト シンドラー プレディッチ ヒレミ＝ヒルシュル グリュックリッヒ A.ロラー シュミュッツラー コロマン・モーザー R・キルヒナー R・ゲルストル シュヴァルツ＝ヴァルデック エゴン・シーレ |
| レオポルト・シュミュッツラー                       | 1864-1940 | （チェコ）     | 学生(1880- )    | マイテンス フューガー F.プフォル オーファーベック ヴァルトミュラー フューリッヒ ガイガー C.ルーベン ツィンマーマン イヴァノヴィッチ カール・v・ブラース トレンクヴァルト L.C.ミューラー ヤン・マテイコ マカルト シンドラー プレディッチ ヒレミ＝ヒルシュル グリュックリッヒ A.ロラー シュミュッツラー コロマン・モーザー R・キルヒナー R・ゲルストル シュヴァルツ＝ヴァルデック エゴン・シーレ |
| ヴェンツェスラフ・チェルニー                       | 1865-1936 | （チェコ）     | 学生            | マイテンス フューガー F.プフォル オーファーベック ヴァルトミュラー フューリッヒ ガイガー C.ルーベン ツィンマーマン イヴァノヴィッチ カール・v・ブラース トレンクヴァルト L.C.ミューラー ヤン・マテイコ マカルト シンドラー プレディッチ ヒレミ＝ヒルシュル グリュックリッヒ A.ロラー シュミュッツラー コロマン・モーザー R・キルヒナー R・ゲルストル シュヴァルツ＝ヴァルデック エゴン・シーレ |
| フランツ・フォン・バイロス                         | 1866-1924 | (クロアチア)   | 学生(1884- )    | マイテンス フューガー F.プフォル オーファーベック ヴァルトミュラー フューリッヒ ガイガー C.ルーベン ツィンマーマン イヴァノヴィッチ カール・v・ブラース トレンクヴァルト L.C.ミューラー ヤン・マテイコ マカルト シンドラー プレディッチ ヒレミ＝ヒルシュル グリュックリッヒ A.ロラー シュミュッツラー コロマン・モーザー R・キルヒナー R・ゲルストル シュヴァルツ＝ヴァルデック エゴン・シーレ |
| ルートヴィヒ・コッホ                               | 1866-1934 | オーストリア   | 学生(1883- )    | マイテンス フューガー F.プフォル オーファーベック ヴァルトミュラー フューリッヒ ガイガー C.ルーベン ツィンマーマン イヴァノヴィッチ カール・v・ブラース トレンクヴァルト L.C.ミューラー ヤン・マテイコ マカルト シンドラー プレディッチ ヒレミ＝ヒルシュル グリュックリッヒ A.ロラー シュミュッツラー コロマン・モーザー R・キルヒナー R・ゲルストル シュヴァルツ＝ヴァルデック エゴン・シーレ |
| マクシミリアン・クルツヴァイル                     | 1867-1916 | (チェコ)       | 学生(1885- )    | マイテンス フューガー F.プフォル オーファーベック ヴァルトミュラー フューリッヒ ガイガー C.ルーベン ツィンマーマン イヴァノヴィッチ カール・v・ブラース トレンクヴァルト L.C.ミューラー ヤン・マテイコ マカルト シンドラー プレディッチ ヒレミ＝ヒルシュル グリュックリッヒ A.ロラー シュミュッツラー コロマン・モーザー R・キルヒナー R・ゲルストル シュヴァルツ＝ヴァルデック エゴン・シーレ |
| コロマン・モーザー                                 | 1868-1918 | オーストリア   | 学生(1885- )    | マイテンス フューガー F.プフォル オーファーベック ヴァルトミュラー フューリッヒ ガイガー C.ルーベン ツィンマーマン イヴァノヴィッチ カール・v・ブラース トレンクヴァルト L.C.ミューラー ヤン・マテイコ マカルト シンドラー プレディッチ ヒレミ＝ヒルシュル グリュックリッヒ A.ロラー シュミュッツラー コロマン・モーザー R・キルヒナー R・ゲルストル シュヴァルツ＝ヴァルデック エゴン・シーレ |
| カール・メディツ                                   | 1868-1945 | オーストリア   | 学生            | マイテンス フューガー F.プフォル オーファーベック ヴァルトミュラー フューリッヒ ガイガー C.ルーベン ツィンマーマン イヴァノヴィッチ カール・v・ブラース トレンクヴァルト L.C.ミューラー ヤン・マテイコ マカルト シンドラー プレディッチ ヒレミ＝ヒルシュル グリュックリッヒ A.ロラー シュミュッツラー コロマン・モーザー R・キルヒナー R・ゲルストル シュヴァルツ＝ヴァルデック エゴン・シーレ |
| ユゼフ・メホフェル                                 | 1869-1946 | ポーランド     | 学生(c.1890- )  | マイテンス フューガー F.プフォル オーファーベック ヴァルトミュラー フューリッヒ ガイガー C.ルーベン ツィンマーマン イヴァノヴィッチ カール・v・ブラース トレンクヴァルト L.C.ミューラー ヤン・マテイコ マカルト シンドラー プレディッチ ヒレミ＝ヒルシュル グリュックリッヒ A.ロラー シュミュッツラー コロマン・モーザー R・キルヒナー R・ゲルストル シュヴァルツ＝ヴァルデック エゴン・シーレ |
| マテイ・ステルネン                                 | 1870-1949 | スロベニア     | 学生(c.1893- )  | マイテンス フューガー F.プフォル オーファーベック ヴァルトミュラー フューリッヒ ガイガー C.ルーベン ツィンマーマン イヴァノヴィッチ カール・v・ブラース トレンクヴァルト L.C.ミューラー ヤン・マテイコ マカルト シンドラー プレディッチ ヒレミ＝ヒルシュル グリュックリッヒ A.ロラー シュミュッツラー コロマン・モーザー R・キルヒナー R・ゲルストル シュヴァルツ＝ヴァルデック エゴン・シーレ |
| アレクサンダー・ロートハウク                       | 1870-1946 | オーストリア   | 学生(c.1885- )  | マイテンス フューガー F.プフォル オーファーベック ヴァルトミュラー フューリッヒ ガイガー C.ルーベン ツィンマーマン イヴァノヴィッチ カール・v・ブラース トレンクヴァルト L.C.ミューラー ヤン・マテイコ マカルト シンドラー プレディッチ ヒレミ＝ヒルシュル グリュックリッヒ A.ロラー シュミュッツラー コロマン・モーザー R・キルヒナー R・ゲルストル シュヴァルツ＝ヴァルデック エゴン・シーレ |
| フランティセック・クプカ                           | 1871-1957 | チェコ         | 学生(c.1900- )  | マイテンス フューガー F.プフォル オーファーベック ヴァルトミュラー フューリッヒ ガイガー C.ルーベン ツィンマーマン イヴァノヴィッチ カール・v・ブラース トレンクヴァルト L.C.ミューラー ヤン・マテイコ マカルト シンドラー プレディッチ ヒレミ＝ヒルシュル グリュックリッヒ A.ロラー シュミュッツラー コロマン・モーザー R・キルヒナー R・ゲルストル シュヴァルツ＝ヴァルデック エゴン・シーレ |
| ラファエル・キルヒナー                             | 1875-1917 | オーストリア   | 学生            | マイテンス フューガー F.プフォル オーファーベック ヴァルトミュラー フューリッヒ ガイガー C.ルーベン ツィンマーマン イヴァノヴィッチ カール・v・ブラース トレンクヴァルト L.C.ミューラー ヤン・マテイコ マカルト シンドラー プレディッチ ヒレミ＝ヒルシュル グリュックリッヒ A.ロラー シュミュッツラー コロマン・モーザー R・キルヒナー R・ゲルストル シュヴァルツ＝ヴァルデック エゴン・シーレ |
| コーベル・レオー                                   | 1876-1931 | ハンガリー     | 学生            | マイテンス フューガー F.プフォル オーファーベック ヴァルトミュラー フューリッヒ ガイガー C.ルーベン ツィンマーマン イヴァノヴィッチ カール・v・ブラース トレンクヴァルト L.C.ミューラー ヤン・マテイコ マカルト シンドラー プレディッチ ヒレミ＝ヒルシュル グリュックリッヒ A.ロラー シュミュッツラー コロマン・モーザー R・キルヒナー R・ゲルストル シュヴァルツ＝ヴァルデック エゴン・シーレ |
| レオポルト・ブラウエンシュタイナー                 | 1880-1947 | オーストリア   | 学生(c1898- )   | マイテンス フューガー F.プフォル オーファーベック ヴァルトミュラー フューリッヒ ガイガー C.ルーベン ツィンマーマン イヴァノヴィッチ カール・v・ブラース トレンクヴァルト L.C.ミューラー ヤン・マテイコ マカルト シンドラー プレディッチ ヒレミ＝ヒルシュル グリュックリッヒ A.ロラー シュミュッツラー コロマン・モーザー R・キルヒナー R・ゲルストル シュヴァルツ＝ヴァルデック エゴン・シーレ |
| リヒャルト・ゲルストル                             | 1883-1908 | オーストリア   | 学生(c1898- )   | マイテンス フューガー F.プフォル オーファーベック ヴァルトミュラー フューリッヒ ガイガー C.ルーベン ツィンマーマン イヴァノヴィッチ カール・v・ブラース トレンクヴァルト L.C.ミューラー ヤン・マテイコ マカルト シンドラー プレディッチ ヒレミ＝ヒルシュル グリュックリッヒ A.ロラー シュミュッツラー コロマン・モーザー R・キルヒナー R・ゲルストル シュヴァルツ＝ヴァルデック エゴン・シーレ |
| アントン・コーリグ                                 | 1886-1950 | (チェコ)       | 学生(c1906- )   | マイテンス フューガー F.プフォル オーファーベック ヴァルトミュラー フューリッヒ ガイガー C.ルーベン ツィンマーマン イヴァノヴィッチ カール・v・ブラース トレンクヴァルト L.C.ミューラー ヤン・マテイコ マカルト シンドラー プレディッチ ヒレミ＝ヒルシュル グリュックリッヒ A.ロラー シュミュッツラー コロマン・モーザー R・キルヒナー R・ゲルストル シュヴァルツ＝ヴァルデック エゴン・シーレ |
| アントン・ファイシュタウアー                       | 1887-1930 | オーストリア   | 学生(c1906- )   | マイテンス フューガー F.プフォル オーファーベック ヴァルトミュラー フューリッヒ ガイガー C.ルーベン ツィンマーマン イヴァノヴィッチ カール・v・ブラース トレンクヴァルト L.C.ミューラー ヤン・マテイコ マカルト シンドラー プレディッチ ヒレミ＝ヒルシュル グリュックリッヒ A.ロラー シュミュッツラー コロマン・モーザー R・キルヒナー R・ゲルストル シュヴァルツ＝ヴァルデック エゴン・シーレ |
| フリッツ・シュヴァルツ＝ヴァルデック               | 1889-1942 | オーストリア   | 学生            | マイテンス フューガー F.プフォル オーファーベック ヴァルトミュラー フューリッヒ ガイガー C.ルーベン ツィンマーマン イヴァノヴィッチ カール・v・ブラース トレンクヴァルト L.C.ミューラー ヤン・マテイコ マカルト シンドラー プレディッチ ヒレミ＝ヒルシュル グリュックリッヒ A.ロラー シュミュッツラー コロマン・モーザー R・キルヒナー R・ゲルストル シュヴァルツ＝ヴァルデック エゴン・シーレ |
| エゴン・シーレ                                     | 1890-1918 | オーストリア   | 学生(c1908- )   | マイテンス フューガー F.プフォル オーファーベック ヴァルトミュラー フューリッヒ ガイガー C.ルーベン ツィンマーマン イヴァノヴィッチ カール・v・ブラース トレンクヴァルト L.C.ミューラー ヤン・マテイコ マカルト シンドラー プレディッチ ヒレミ＝ヒルシュル グリュックリッヒ A.ロラー シュミュッツラー コロマン・モーザー R・キルヒナー R・ゲルストル シュヴァルツ＝ヴァルデック エゴン・シーレ |
| マリア・ラスニック                                 | 1919-2014 | オーストリア   | 学生(c1940- )   | マイテンス フューガー F.プフォル オーファーベック ヴァルトミュラー フューリッヒ ガイガー C.ルーベン ツィンマーマン イヴァノヴィッチ カール・v・ブラース トレンクヴァルト L.C.ミューラー ヤン・マテイコ マカルト シンドラー プレディッチ ヒレミ＝ヒルシュル グリュックリッヒ A.ロラー シュミュッツラー コロマン・モーザー R・キルヒナー R・ゲルストル シュヴァルツ＝ヴァルデック エゴン・シーレ |
| R・B・キタイ                                       | 1932-2007 | アメリカ合衆国 | 学生(c1950- )   | マイテンス フューガー F.プフォル オーファーベック ヴァルトミュラー フューリッヒ ガイガー C.ルーベン ツィンマーマン イヴァノヴィッチ カール・v・ブラース トレンクヴァルト L.C.ミューラー ヤン・マテイコ マカルト シンドラー プレディッチ ヒレミ＝ヒルシュル グリュックリッヒ A.ロラー シュミュッツラー コロマン・モーザー R・キルヒナー R・ゲルストル シュヴァルツ＝ヴァルデック エゴン・シーレ |
| ミヒャエル・クーデンホーフ＝カレルギー             | 1937-     | オーストリア   | 学生            | マイテンス フューガー F.プフォル オーファーベック ヴァルトミュラー フューリッヒ ガイガー C.ルーベン ツィンマーマン イヴァノヴィッチ カール・v・ブラース トレンクヴァルト L.C.ミューラー ヤン・マテイコ マカルト シンドラー プレディッチ ヒレミ＝ヒルシュル グリュックリッヒ A.ロラー シュミュッツラー コロマン・モーザー R・キルヒナー R・ゲルストル シュヴァルツ＝ヴァルデック エゴン・シーレ |
| ゴットフリート・ヘルンヴァイン                     | 1948-     | オーストリア   | 学生            | マイテンス フューガー F.プフォル オーファーベック ヴァルトミュラー フューリッヒ ガイガー C.ルーベン ツィンマーマン イヴァノヴィッチ カール・v・ブラース トレンクヴァルト L.C.ミューラー ヤン・マテイコ マカルト シンドラー プレディッチ ヒレミ＝ヒルシュル グリュックリッヒ A.ロラー シュミュッツラー コロマン・モーザー R・キルヒナー R・ゲルストル シュヴァルツ＝ヴァルデック エゴン・シーレ |
| 田中功起                                           | 1975-     | 日本           | 学生(1998)      | マイテンス フューガー F.プフォル オーファーベック ヴァルトミュラー フューリッヒ ガイガー C.ルーベン ツィンマーマン イヴァノヴィッチ カール・v・ブラース トレンクヴァルト L.C.ミューラー ヤン・マテイコ マカルト シンドラー プレディッチ ヒレミ＝ヒルシュル グリュックリッヒ A.ロラー シュミュッツラー コロマン・モーザー R・キルヒナー R・ゲルストル シュヴァルツ＝ヴァルデック エゴン・シーレ |